# Khởi nghĩa Áo Đỏ
Phong trào nghĩa binh Áo Đỏ (chữ Hán: 紅衣軍; Hán Việt: Hồng Y quân) xuất hiện vào năm 1410 nhằm chống lại sự cai trị của nhà Minh tại Việt Nam do các nghĩa binh ở Thái Nguyên khởi xướng.

## Bối cảnh
Sau khi nhà Minh xâm lược và đô hộ nhà nước Đại Ngu của nhà Hồ, nhân dân Đại Việt mặc dù bị bóc lột về kinh tế, đàn áp bằng quân sự hết sức thâm độc và tàn bạo, nhưng khắp nơi trong cả nước vẫn thường xuyên nổi lên các cuộc đấu tranh của các sĩ phu yêu nước, vẫn có những người nông dân tự qui tập quanh mình những người yêu nước chống giặc. Chính vì vậy mà trong thời gian này có rất nhiều cuộc khởi nghĩa đã nổ ra, như: phong trào chống Minh của thủ Lĩnh Ông Lão, Dương Khắc Chung, Nguyễn Nhũ ở Thái Nguyên, Nông Văn Lịch ở Lạng Sơn. Nổi bật nhất là phong trào nghĩa binh "áo đỏ".

## Diễn biến
Phong trào nghĩa binh "áo đỏ" (hồng y) nổ ra đầu tiên ở Miền rừng núi Hùng Sơn, Đại Từ, Thái Nguyên. Nghĩa quân thường mặc áo đỏ và chiến đấu rất dũng cảm. Phong trào này xuất hiện đầu tiên vào năm 1410, sau đó phát triển rộng rãi và kéo dài nhất.Từ Thái Nguyên phong trào "Áo đỏ" lan rất nhanh khắp vùng Việt Bắc, Tây Bắc vào đến miền núi Thanh Hoá, Nghệ An ngày nay. Những đội nghiã binh "Áo đỏ" đã gây cho chính quyền đô hộ nhiều thiệt hại và không thể đặt chính quyền trên miền rùng núi Việt Nam.

## Ý nghĩa
Phong trào nghĩa binh áo đỏ cùng các Cuộc khởi nghĩa khác tuy nổ ra lẻ tẻ, nhưng đã gây cho địch nhiều khốn đốn, tổn thất, mất khả năng kiểm soát lâu dài ở vùng miền núi. Phong trào tiêu biểu cho ý chí quật cường của nhân dân Việt Nam, tạo đà cho khởi nghĩa Lam sơn về sau. Một bài hát "Đại Từ một thời để nhớ" của cố Nhạc sĩ Thuận Yến có nói đến đội nghĩa binh Áo đỏ này.